# Буэно, Дидье
Дидье Антонио Буэно Переа (исп. Didier Antonio Bueno Perea; род. 30 октября 2000, Махагуаль, Сукре) — колумбийский футболист, защитник клуба «Индепендьенте Медельин».

## Карьера

### «Реал Картахена»
Начинал карьеру в клубах из низших дивизионов колумбийского футбола. Первым профессиональным клубом футболиста стал «Реал Картахена», в котором футболист начал выступать в 2019 году. Дебютировал за клуб 10 апреля 2019 года в матче против клуба «Унион Магдалена», выйдя на замену на 68 минуте. На протяжении 2 сезонов футболист провёл порядка 10 матчей во всех турнирах, так и не закрепившись в основной команде.

### «Индепендьенте Медельин»
В январе 2021 года футболист стал игроком колумбийского клуба «Индепендьенте Медельин». Дебютировал за клуб 29 июля 2021 года в матче Кубка Колумбии против клуба «Онсе Кальдас», выйдя на поле в стартовом составе. Дебютный матч в рамках колумбийского чемпионата сыграл 1 августа 2021 года против клуба «Атлетико Хуниор». Затем футболист быстро закрепился в основной команде клуба, сыграв в 13 матчах во всех турнирах, однако результативными действиями не отличился. В октябре 2021 года футболист выбыл из распоряжения клуба до конца сезона.
Новый сезон футболист начал со скамейки запасных. Первый матч в новом сезоне футболист сыграл 20 марта 2022 года против калийского клуба «Америка», выйдя на замену на последней минуте основного времени. Полноценно вернуться в основной состав клуба у футболиста не вышло, сыграв за сезон лишь 4 матча во всех турнирах. Также по итогу сезона вместе с клубом стал серебряным призёром чемпионата.

#### Аренда в «Ла Экидад»
В начале 2023 года футболист на правах арендного соглашения отправился в клуб «Ла Экидад». Дебютировал за клуб 28 января 2023 года в матче против клуба «Энвигадо», выйдя на поле в стартовом составе. Дебютный гол за клуб забил 16 февраля 2023 года против своего же клуба «Индепендьенте Медельин». На протяжении Апертуры футболист был одним из ключевых игроков клуба, вместе с которым остановился на итоговом одиннадцатом месте.

#### Аренда в «Шериф»
В июне 2023 года футболист на правах арендного соглашения перешёл в молдавский «Шериф». В июле 2023 года футболист вместе с клубом отправился на квалификационные матчи Лиги чемпионов УЕФА. Дебютировал за клуб 12 июля 2023 года в матче против румынского «Фарула». Дебютный матч в молдавской Суперлиге сыграл 6 августа 2023 года против клуба «Петрокуб», выйдя на поле в стартовом составе. В августе 2023 года футболист отправился в третий квалификационный раунд Лиги Европы УЕФА, где сыграл первый матч против белорусского БАТЭ. Первым результативным действием за клуб отличился 13 августа 2023 года в матче против клуба «Спартаний», отдав голевую передачу. Вместе с клубом вышел в групповой этап Лиги Европы УЕФА, победив в рамках квалификаций белорусский БАТЭ и фарерский «КИ Клаксвик». Дебютный гол за клуб забил 21 октября 2023 года в матче против клуба «Спартаний».